# Diario di una donna perduta
Diario di una donna perduta (Tagebuch einer Verlorenen) è un film del 1929 diretto da Georg Wilhelm Pabst, interpretato dalla famosa attrice Louise Brooks. È considerato dalla critica uno dei capolavori del muto.

## Trama
Thymian Henning, figlia del farmacista Robert, viene sedotta dall'assistente del padre, Meinert, il quale, dopo che la ragazza era svenuta alla vista della sua vecchia cameriera senza vita, abusa di lei. Thymian rimane incinta e la nuova cameriera, la perfida Meta, obbliga il padre di lei a dare in adozione la bambina e a mandare Thymian in riformatorio; dopo di che Meta sposa Robert.
In riformatorio Thymian conosce Erika, una ragazza che come lei mal sopporta la dura disciplina imposta. Insieme riescono a scappare, con l'aiuto del conte Osdorff, amico di Thymian. Appena uscita Thymian cerca la sua bambina, ma scoprendo che è morta, si unisce ad Erika, che lavora in un bordello. Anche Thymian diventa una prostituta nonostante cerchi più volte di ottenere controllo sulla sua vita.
Alla morte del padre Thymian riceve un'ingente somma di denaro e decide di sposarsi con Osdorff il quale, quando scopre che lei ha dato tutti i soldi a Meta e alle sue bambine, si suicida. Lo zio di lui, anch'esso conte, prende sotto la sua ala protettiva Thymian, che diventa così una delle direttrici del riformatorio in cui anch'essa era stata. Quando la sua vecchia amica Erika le viene portata davanti come "un caso difficile che continua a scappare dalle cure caritatevoli", Thymian denuncia la scuola e la sua "carità".